# Wolyn
Wolyn war eine Burg der Kiewer Rus im 11. Jahrhundert. Sie war Mittelpunkt des Stammes der Wolhynier.

## Lage
Die genaue Lage von Wolyn wurde in den Chroniken nicht genannt.
Wahrscheinlich ist sie identisch mit dem großen Burgwall beim Dorf Gródek in der Gemeinde Hrubieszów im Powiat Hrubieszowski in der Woiwodschaft Lublin in Polen.

## Geschichte
1018 wurde die Burg erstmals erwähnt, als der polnische Herzog Bolesław Chrobry dort Großfürst Jaroslaw den Weisen in einer Schlacht besiegte. 
1077 wurde sie letztmals erwähnt. Danach wurde die Burg Wladimir Mittelpunkt des Fürstentums Wolhynien.